# Мальцев, Фома Иванович
Фома Иванович Мальцев (1907 — не ранее 1987) — советский хозяйственный, государственный и политический деятель.

## Биография
Родился в 1907 году.
С 1927 года — на хозяйственной, общественной и политической работе. В 1927—1987 гг. — каменщик-инноватор, создатель звеньевого и бригадного методов кладки кирпича, инструктор-каменщик на строительстве многоэтажных зданий в городе Москве, создатель специальной лопаты Мальцева, начальник центрального бюро техпомощи строительству МСПТИ СССР, главный технолог Всесоюзного научно-исследовательского и проектного института труда в строительстве Госстроя СССР. Член КПСС.
За разработку комплексной системы контейнеризации стеновых материалов был удостоен Сталинской премии 3-й степени 1950 года.
Умер после 1987 года.